# Franciszek Prengel
Franciszek August Prengel (ur. 26 czerwca 1899 w Chicago, zm. 1945 w Dachau) – polski astrolog, współtwórca (1937) i przewodniczący (w latach 1938–1939) Polskiego Towarzystwa Astrologicznego z siedzibą w Bydgoszczy. Jego teksty ukazywały się w wielu przedwojennych pismach, m.in. Gwiezdne niebo, Miesięcznik wiedzy duchowej. Istnieją poszlaki, że artykuł opublikowany w roku 1938 w Polskim Kalendarzu Astrologicznym na rok 1939 przyczynił się do jego aresztowania (1939) i wywiezienia do obozu koncentracyjnego w Dachau.
Franciszek Prengel był także esperantystą.

## Publikacje
- Franciszek Prengel; Astrologia medyczna: zwięzły podręcznik astro-medycyny: patologia, diagnoza, terapja: jak rozpoznawać i leczyć choroby na podstawie naukowego horoskopu astrologicznego?; Wisła: „Hejnał”, 1932
- Franciszek Prengel; 12 typów ludzkich w astrologji: ich charakter, talent i skłonności oraz zarysy losu: łatwy sposób stwierdzenia ascendentu bez obliczeń zapomocą uniwersalnego astrolabjum; Wisła: „Hejnał”, 1934
- F Prengel, P. Gawlikowski Jak obliczyć horoskop?: zwięzły podręcznik astronomji i matematyki astrologa; Bydgoszcz: „Polski Kalendarz Astrologiczny”, 1934
- F Prengel; Polnische Astrologen um Kopernikus: nach einem Referat auf dem Internationalen Astrologen-Kongress in Paris 1937 Düsseldorf, 1938

### Kalendarz Astrologiczny
- Pierwszy Polski Kalendarz Astrologiczny na rok 1928: oparty na podstawach naukowych astrologji przy współpracy astrologów polskich oprac. Fr. A. Prengel, Bydgoszcz, 1928
- Pierwszy Polski Kalendarz Astrologiczny na rok 1929 (Almanach wpływów kosmicznych): oparty na podstawach naukowych astrologji przy współpracy astrologów polskich oprac. Fr. A. Prengel, Bydgoszcz, 1929
- Polski Kalendarz Astrologiczny (Almanach wpływów kosmicznych) na lata 1930, 1931, 1932, 1933, 1934, 1935, 1936, 1937, 1938, 1939 oprac. Fr. A. Prengel, Bydgoszcz, 1930-1939

### Artykuły
- Franciszek Prengel o odkryciu Plutona, 1932
- Fr. A. Prengel, Znaczenie tatw i godzin planetarnych w życiu codziennem, 1934
- Fr. A. Prengel, Katastrofy lotnicze w świetle astrologji; 1934
- Mężczyzna typu Skorpiona w stosunku do dwunastu rodzajów kobiet; “Niebo Gwiaździste”, nr 10/1936

Źródło: astrogeneza.wordpress.com.

## Upamiętnienie
17 maja 2013 roku Zarząd Polskiego Towarzystwa Astrologicznego podjął uchwałę o przyznawaniu dorocznej Nagrody im. Franciszka Prengla.